# La Zingara
Pour plus de détails, voir Fiche technique et Distribution.
La Zingara est un court métrage muet français réalisé par Albert Capellani, sorti en 1910.

## Fiche technique
- Titre : La Zingara
- Réalisation : Albert Capellani
- Scénario : Michel Carré
- Photographie :
- Montage :
- Producteur :
- Société de production : Société cinématographique des auteurs et gens de lettres (S.C.A.G.L.)
- Société de distribution :  Pathé Frères
- Pays d'origine :  France
- Langue : film muet avec les intertitres en français
- Métrage : 210 mètres dont 195 en couleur
- Format : Noir et blanc — 35 mm — 1,33:1 —  Muet
- Genre : Film dramatique
- Durée : 7 minutes
- Dates de sortie :
  -  France : 8 juillet 1910

## Distribution
- Stacia Napierkowska : la Zingara
- Paul Capellani